# ラウラ・マルティノッツィ
ラウラ・マルティノッツィ（Laura Martinozzi, 1639年5月27日 - 1687年7月19日）は  モデナ及びレッジョ・エミリア公アルフォンソ4世・デステの妃。彼の死後、長男フランチェスコ2世・デステの摂政を務めた。フランスの宰相ジュール・マザラン枢機卿の姪で、姉や従姉妹たち（ラウラ、マリーア、オリンピア、オルテンシア、マリーア・アンナ）と共にマザリネットと呼ばれた。

## 生涯
ファーノ方伯ジェローラモ・マルティノッツィと、マザランの長姉ラウラ・マルゲリータ・マザリーニの次女として生まれた。姉にコンティ公アルマンの妃アンナ・マリーアがいる。マザランは姪達を婚姻によってヨーロッパの王侯貴族と結びつけ、政治的に高い地位に着こうとしていた。その伯父の影響でフランス宮廷に出入りするようになった。
1655年モデナ公及びエステ伯アルフォンソ4世と結婚した。彼との間に生まれた長女マリーア・ベアトリーチェ（メアリー・オブ・モデナ）は、イングランド王ジェームズ2世の妃である。
1687年、ローマで48歳で死亡。モデナの聖ヴィンチェンツォ教会のエステ礼拝堂に葬られた。